# Viviane Sassen
Viviane Sassen   (Amsterdam, 5 de juliol de 1972) és una fotògrafa neerlandesa.
Va viure entre Amsterdam i Kenya durant la seva infantesa motiu pel qual la seva obra transmet una certa sensació de desarrelament, que la fa difícil de classificar. Ha treballat en publicitat però també ha fet reportatges fotogràfics i artístics. És coneguda pel seu ús de formes geomètriques, sovint abstraccions de cossos.
És autora de quatre llibres: Parasomnia, Flamboya, Sol&Luna i A Day in the Life of Viviane Sassen. El seu treball s'exposa en galeries d'art de tot el món i ha guanyat el Prix de Rome el 2007 i el Premi Infinity del Centre Internacional de Fotografia el 2011.